# Всесвітня виставка 1967

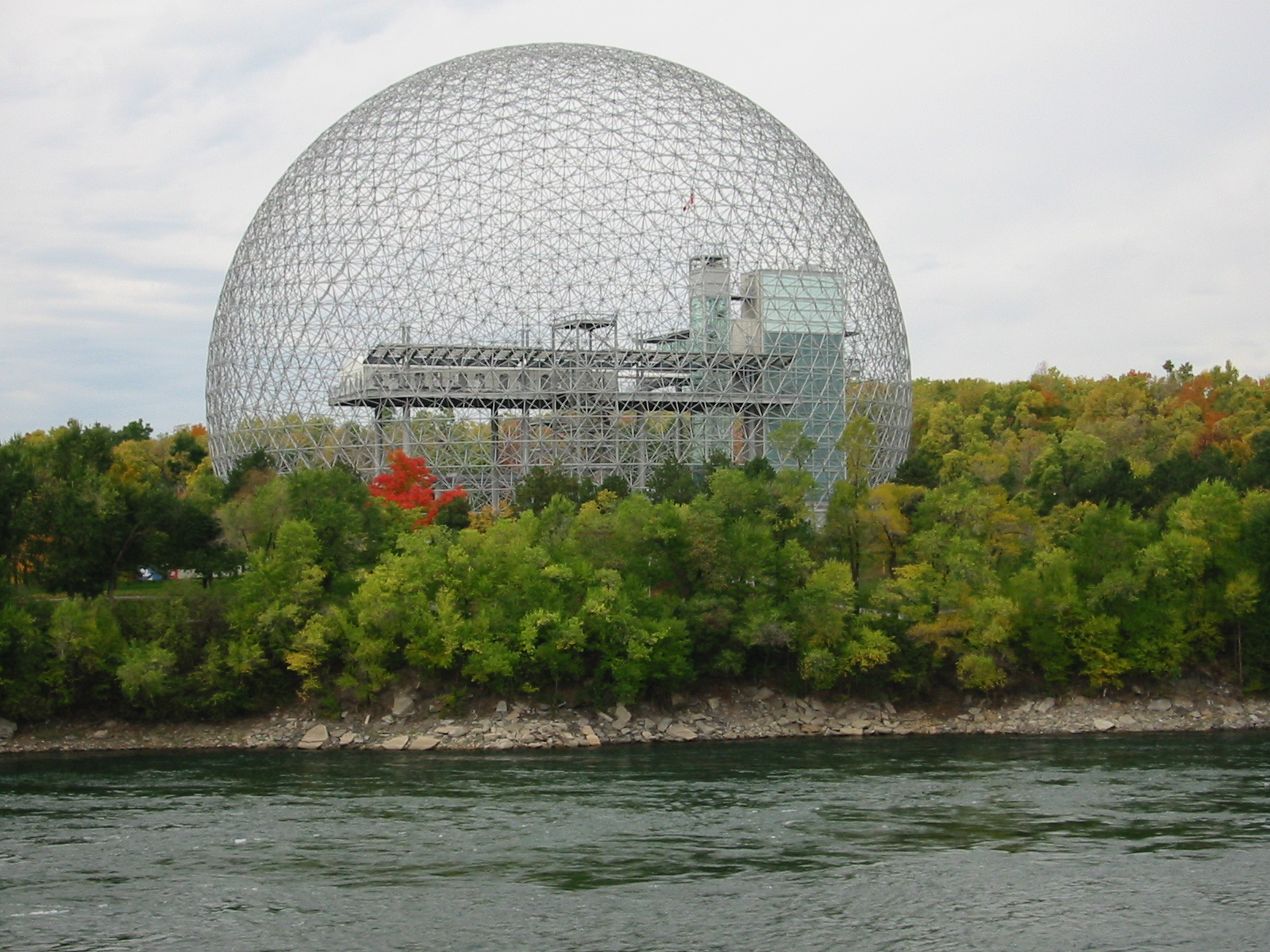
Монреальська Біосфера

Паспорт Експо-67

Експо-67 (фр. Exposition universelle de 1967) — всесвітня виставка, яка відбулась з 27 квітня по 29 жовтня 1967 року на острові Сент-Елен, у Монреалі (Квебек), на честь столітньої річниці Канадської конфедерації. Тема виставки: «Планета людей» (фр. Terre des Hommes).
Виставка стала однією з найуспішніших виставок в історії ХХ століття, з приблизно 50 мільйонами відвідувачів і 62 країнами учасниками. Серед найвідоміших відвідувачів виставки були: королева Великої Британії Єлизавета II, президент США Ліндон Джонсон, Грейс Келлі, Роберт Кеннеді і Жаклін Кеннеді, президент Франції Шарль де Голль, останній імператор Ефіопії Хайле Селассіє I, йог Махаріші Махеш Йогі, актор Бінг Кросбі і актриса Марлен Дітріх.

## Конструкції
- «Монреальська Біосфера» (Геодезичний купол), зведений у Монреалі для павільйону США: архітектор Річард Фуллер.
- «Хабітат-67» (фр. Habitat 67) — надзвичайно колективно-домашній комплекс в Монреалі, який збудував над річкою Святого Лаврентія конструктор і архітектор Моше Сафді.
- «Радянський павільйон» був реконструйований на території ВДНГ в Москві.
- До відкриття виставки була побудована Жовта лінія Монреальського метрополітену.

## Учасники
- Африка: Алжир, Камерун, Чад, Конго, Берег Слонової Кістки, Ефіопська імперія, Габон, Гана, Кенія, Маврикій, Мадагаскар, Марокко, Нігер, Руанда, Сенегал, Танзанія, Того, Туніс, Уганда, Верхня Вольта
- Азія: Бірма, Цейлон, Тайвань, Корея, Індія, Іран, Ізраїль, Туреччина, Японія, Таїланд, Об'єднана Арабська Республіка
- Австралія
- Європа: Австрія, Бельгія, Чехословацька Соціалістична Республіка, Данія, Фінляндія, Франція, Федеративна Республіка Німеччина, Грецьке королівство, Ісландія, Італія, Монако, Нідерланди, Норвегія, Швеція, Швейцарія, Велика Британія, СРСР, Соціалістична Федеративна Республіка Югославія
- Латинська Америка: Барбадос, Куба, Гренада, Гаїті, Гаяна, Ямайка, Тринідад і Тобаго, Венесуела.
- Північна Америка: Канада, Мексика, США.

## Галерея

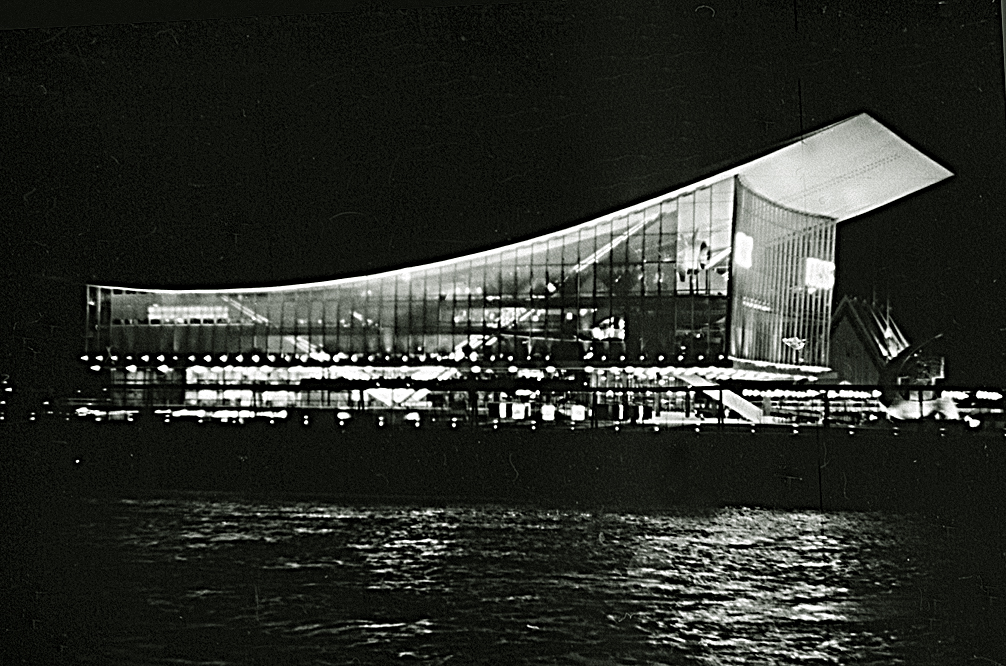
Радянський павільйон
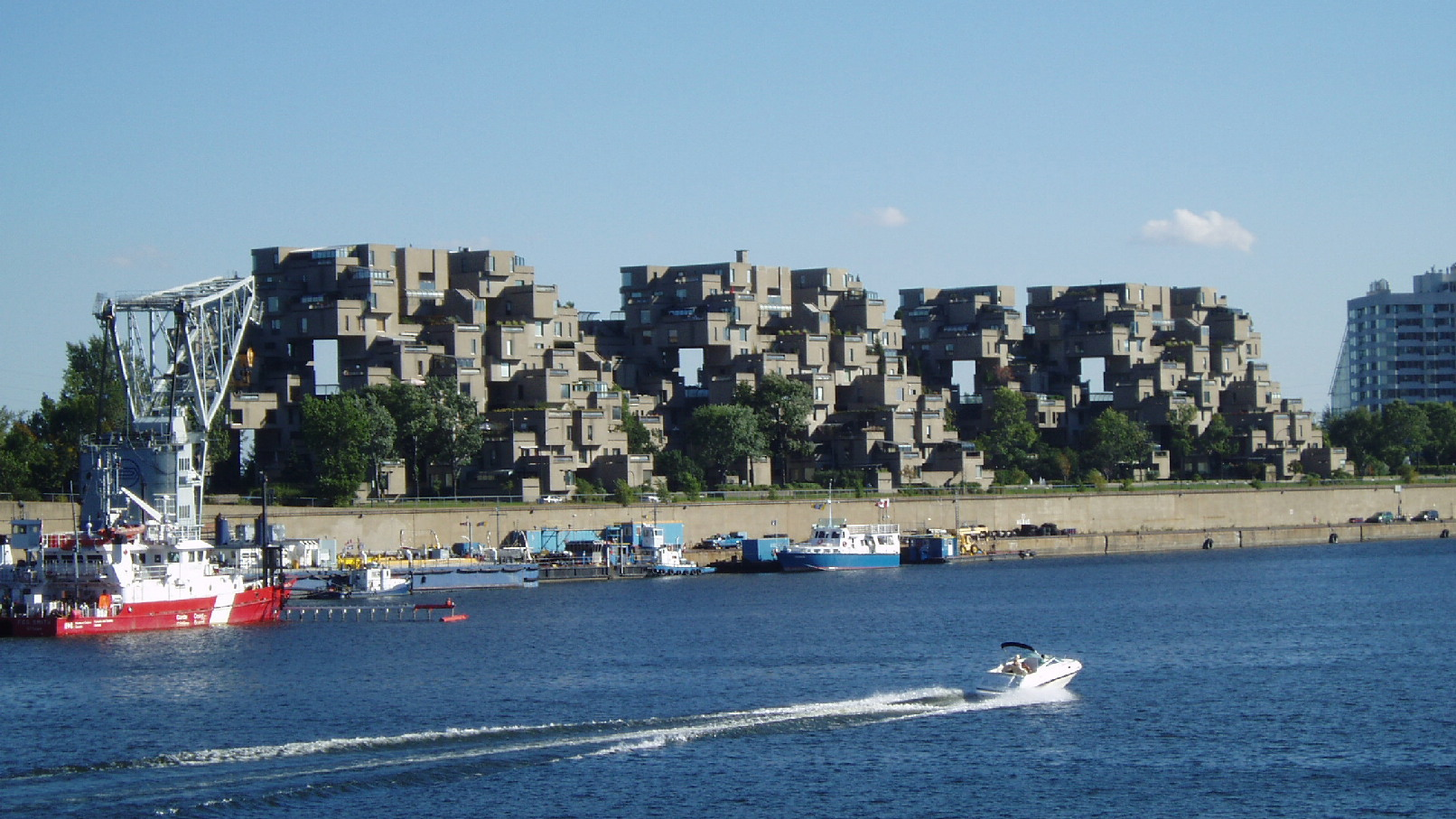
Хабітат-67" (фр. Habitat 67) Колективно-домашній комплекс
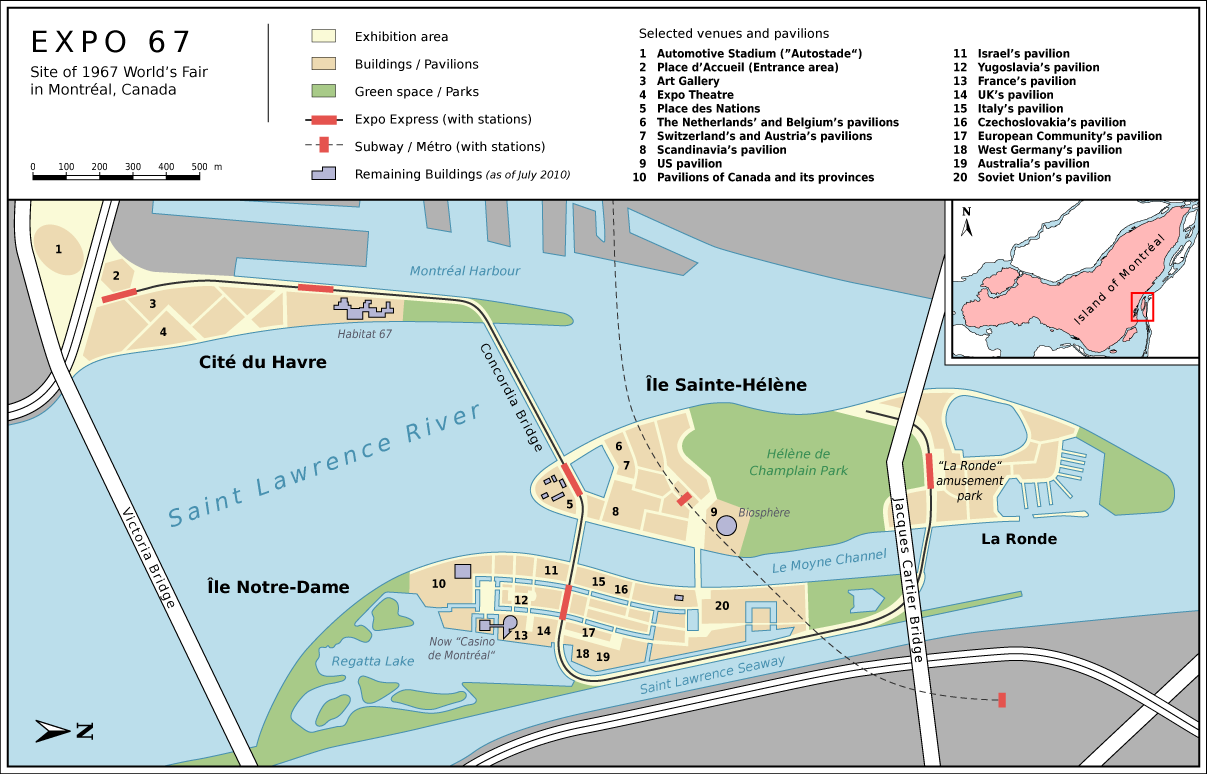
Мапа місцезнаходження Експо-67